# Лион (Канзас)
Лион (енгл. Leon) град је у америчкој савезној држави Канзас.

## Демографија
По попису из 2010. године број становника је 704, што је 59 (9,1%) становника више него 2000. године.
| Група             | 2000.       | 2010.       |
| Белци             | 584 (90,5%) | 637 (90,5%) |
| Афроамериканци    | 4 (0,6%)    | 4 (0,6%)    |
| Азијати           | 0 (0,0%)    | 2 (0,3%)    |
| Хиспаноамериканци | 32 (5,0%)   | 21 (3,0%)   |
| Укупно            | 645         | 704         |